# Альмітра Патель
Альмітра Патель (1936 р.н.) — індійська захисниця екологічної політики та активістка проти забруднення навколишнього середовища.

## Освіта
Батько Альмітри був бізнесменом, а мати — громадською діячкою, причетною до заснованого нею освітнього товариства. Альмітра була оточена наукою з раннього дитинства, і разом зі своєю двоюрідною сестрою була першою дівчинкою, яка вивчала науку в середній школі Барнса.
Її батько хотів, щоб вона вивчала інженерію, тому він відправив свою доньку до Массачусетського технологічного інституту (MIT), щоб отримати вищу освіту в галузі кераміки. Вона закінчила ступінь бакалавра в галузі загальної техніки та магістра з кераміки за три роки, а в 1959 році стала першою індійською жінкою-інженером, яка закінчила Массачусетський технологічний інститут. Протягом наступних трьох десятиліть вона працювала в галузі абразивної, ливарно-вогнетривої та цементної плитки.

## Активізм
З 1970-х років Альмітра брала участь у громадських та екологічних акціях, включаючи порятунок азійських левів, працюючи охороницею дерев, рятуючи озера Улсур, пропагуючи екологічне поводження з твердими побутовими відходами та будівництво недорогих будинків. Алмітра продовжує активно займатися пропагандою екологічної політики. Зараз вона займається питаннями розподілу та утилізації твердих побутових відходів в різних аналітичних центрах та урядових групах.
У 1991 році Альмітра вирішила знайти рішення для гігієнічного поводження з твердими побутовими відходами і виявила, що більшість з 80 індійських міст, які вона відвідала в 1994—1995 роках, не мали куди скидати сміття, крім як на околицях міста або під'їзних доріг.
Альмітра Патель відома 1996 року судова тяжба у Верховному суді щодо відкритого скидання твердих побутових відходів відіграла важливу роль у розробці проекту Правил поводження з твердими муніципальними відходами.